# Виноградов Андрій Павлович
Андрі́й Па́влович Виногра́дов (* 2 (14) жовтня 1875, Суздаль, тепер Владимирська область — 2 листопада 1933, Донецьк) — російський та український вчений-знавець у галузі металознавства і металургії, 1919 — доктор наук.

## Життєпис
1903 року закінчив Катеринославське вище гірниче училище, навчався у М. О. Павлова.
Працював на Нижньодніпровському металургійному заводі.
Протягом 1908—1931 років викладав у Дніпропетровському гірничому інституті, асистент, доцент.
У 1916 році затверджений доцентом.
1919 року захищає докторську дисертацію «М'який булат та походження булатного візерунку», отримує вчене звання ад'юнкта металургії та призначений професором. За час своєї діяльності створив першу в Україні металографічну лабораторію.
1920 року стає проректором Гірничого інституту з навчальної роботи.
В 1921—1930 роках керував ним створеною кафедрою металургії та механіко-термічної обробки металів; водночас був головою металургійної предметної комісії. Тоді ж викладав курс прокатки.
Також керував дипломними проектуваннями в вечірніх робітничих технікумах при Брянському та Дніпровському заводах, читав лекції на курсах підвищення кваліфікації інженерів і техніків.
Працював проректором та професором у Приватному Політехнічному інституті — до злиття його 1921 року з Гірничим інститутом.
1925 року їздив в наукове відрядження до Німеччини — знайомився на металургійних заводах з досвідом роботи.
З 1927 року був уповноваженим Головнауки Наркомпросу.
Разом з професором П. Г. Рубіним заснував журнал «ДОМЕЗ», що висвітлював найкращий досвід з металургії за кордоном (з 1930 року називається «Теорія і практика металургії»).
При утворенні 1930 року Дніпропетровського металургійного інституту Виноградов призначений завідувачем заснованої ним створеної кафедри прокатки.
Початком 1931 року заарештований НКВС із звинуваченням — «німецький шпигун», в ході моральних та фізичних тортур ці звинувачення відкинув, вини не визнав і був звільнений.
З серпня 1931 року викладав в Донецькому металургійному інституті.
Займався дослідженням природи та властивостей булату, вивчав смугасту структуру сталі.
Займався теоретичними дослідженнями в царині прокатного виробництва. Створив теорію деформування металу під час прокатки.
Є автором посібника з калібрування прокатних валків «Калібрування вальців», 1933.
Загалом його перу належить понад 40 наукових праць по металургії та прокатному виробництву.
Помер від інфаркту.